# فطر الخنزير
فطر الخنزير (الاسم العلمي: Choiromyces)، جنس من الفطريات الشبيهة بالكمء من فصيلة العسقوليات. يشتمل الجنس على خمسة أنواع واسعة الانتشار.

## روابط خارجية
- فطر الخنزير  في فهرس فونغوروم.